# Псалом 124
Псалом 124 (у масоретській нумерації — 125) — 124-й псалом Книги псалмів. Він належить до одного із 15 псалмів, які починаються словами «Висхідна пісня» (Shir Hama'a lot).

## Структура
Вірші 1–2: На основі топографії Єрусалиму відображаються твердження про Бога Ізраїля: він — надійний і дбайливий.
Вірш 3: Опис складної ситуації. Несправедливий розподіл землі в Ізраїлі загрожує процвітанню корупції серед праведних (צדיקים, zaddikim). Ці праведні не є особливою групою, навпаки, вони позначають весь народ Ізраїля.
Вірші 4–5a: Два прохання. Тетраграматон повинен сприяти, щоб добрим людям жилося добре, а злим — погано.
Вірш 5б: Благословення миром над Ізраїлем.

## Текст
| Вірш | Гебрейська мова                                                              | Давньогрецька мова (Септуаґінта)                                                                                             | Латинська мова (Вульгата)                                                                                             | Українська мова (Переклад Хоменка)                                                                            |
| ---- | ---------------------------------------------------------------------------- | --- | --- | --- |
| 1    | שִׁיר, הַמַּעֲיֹת הבַּים בַּיהוָה-- כְּהַר-צִיּוֹן לֹא-יִמּוֹט, לְעוֹלָם יֵשֵׁב                          | ᾿Οιδὴ τῶν ἀναβαθμῶν. Οἱ πεποιθότες ἐπὶ κύριον ὡς ὄρος Σιων· οὐ σαλευθήσεται εἰς τὸν αἰῶνα ὁ κατοικῶν Ιερουσαλημ.             | Canticum graduum. [Qui confidunt in Domino, sicut mons Sion: non commovebitur in æternum, qui habitat                 | Висхідна пісня. Ті, які звіряються на Господа, подібні до гори Сіон, що не хитається, що пробуває вічно.      |
| 2    | יְרוּשָׁלִַם-- הָרִים, סָבִיב לָהּ: וַיהוָה, סָבִיב לְעַמּוֹ-- מֵעַתָּה, וְעַד-עוֹלָם                    | ὄρη κύκλῳ αὐτῆς, καὶ κύριος κύκλῳ τοῦ λαοῦ αὐτοῦ ἀπὸ τοῦ νῦν καὶ ἕως τοῦ αἰῶνος.                                             | in Jerusalem. Montes in circuitu ejus; et Dominus in circuitu populi sui, ex hoc nunc et usque in sæculum.            | Єрусалим! Гори навколо нього; а Господь круг народу свого, віднині і повіки.                                  |
| 3    | כִּי לֹא יָנוּחַ, שֵׁבֶט הָרֶשַׁע-- עַל, גּוֹרַל הַצַּדִּיקִים: לְמַעַן, לֹא-יִשְׁלְחוּ הַצַּדִּיקִים בְּעַוְלָתָה יְדֵיהֶם | ὅτι οὐκ ἀφήσει τὴν ῥάβδον τῶν ἁμαρτωλῶν ἐπὶ τὸν κλῆρον τῶν δικαίων, ὅπως ἂν μὴ ἐκτείνωσιν οἱ δίκαιοι ἐν ἀνομίᾳ χεῖρας αὐτῶν. | Quia non relinquet Dominus virgam peccatorum super sortem justorum: ut non extendant justi ad iniquitatem manus suas, | Берло беззаконних не буде тяжіти над долею праведних, щоб праведні не простягали рук своїх до кривди.         |
| 4    | הֵיטִיבָה יְהוָה, לַטּוֹבִים; וְלִישָׁרִים, בְּלִבּוֹתָם                                         | ἀγάθυνον, κύριε, τοῖς ἀγαθοῖς καὶ τοῖς εὐθέσι τῇ καρδίᾳ·                                                                     | benefac, Domine, bonis, et rectis corde.                                                                              | Благотвори, Господи, добрим, людям щирого серця!                                                              |
| 5    | וְהַמַּטִּים עֲקַלְקַלּוֹתָם-- יוֹלִיכֵם יְהוָה, אֶת-פֹּעֲלֵי הָאָוֶן: שָׁלוֹם, עַל-יִשְׂרָאֵל                  | τοὺς δὲ ἐκκλίνοντας εἰς τὰς στραγγαλιὰς ἀπάξει κύριος μετὰ τῶν ἐργαζομένων τὴν ἀνομίαν. εἰρήνη ἐπὶ τὸν Ισραηλ.               | Declinantes autem in obligationes, adducet Dominus cum operantibus iniquitatem. Pax super Israël!]                    | А тих, що звернули на криві дороги, — нехай Господь зведе їх з тими, що творять беззаконня. Мир над Ізраїлем! |

## Літургійне використання

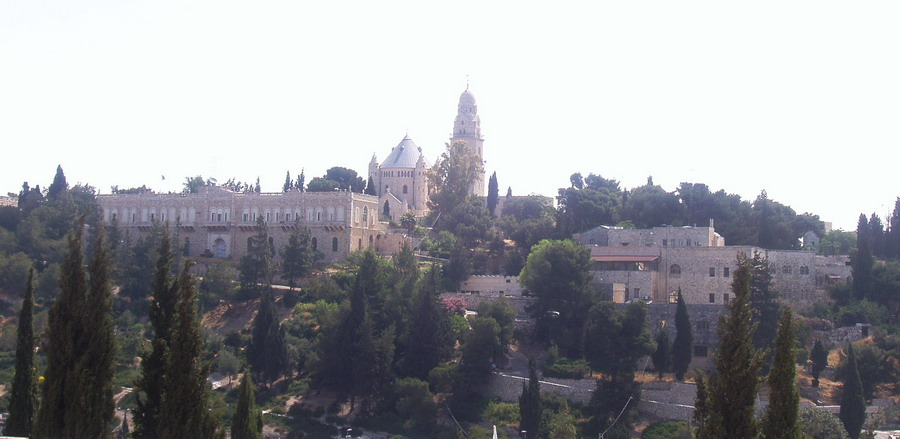
Гора Сіон біля Єрусалиму, яка згадується у псалмі 124.

### Юдаїзм
- Псалом 122 читають після молитви «Мінха», між Сукотом і святом Shabbat Hagadol.

### Католицька церква
Близько 530 AD святий Бенедик Нурсійський використав цей псалом для Богослужінь з вівторка по суботу після псалму 122 і 123 згідно Статуту Бенедикта.
На Літургії годин псалом 124 співають або читають на вечірніх понеділка третього тижня.

## Використання у музиці
У 1679 році Марк Антуан Шарпантьє написав твір на основі псалму 124: «In convertendo Dominus», H 169 для солістів, двох хорів, струнних інструментів та баса.
У 1723 році Жан-Філіпп Рамо написав мотет «In convertendo».